# Eike Schweikhardt
Eike Hagen Schweikhardt (* 28. August 1972 in Frankfurt am Main) ist ein deutscher Schauspieler und Kameramann.

## Leben und Karriere
Er bekam bereits mit vier Jahren seine erste Fernsehrolle beim Tatort. Bekannt wurde er jedoch durch seine Rolle als Thomas „Thomi“ Drombusch in der ZDF-Familienserie Diese Drombuschs, die von 1983 bis Anfang 1994 im ZDF lief. Nach seinem Studium arbeitet er heute als Diplom-Kameramann. Er ist verheiratet und hat zwei Kinder. Er lebt in Berlin.

## Filmografie
- 1977: Tatort: Flieder für Jaczek
- 1981: Der Schluckauf – Eine Weihnachtsgeschichte
- 1983–1994: Diese Drombuschs (Fernsehserie, 39 Folgen)
- 1983: Mondkräcker
- 1990: Hotel Paradies (Fernsehserie, 2 Folgen)
- 1990: Hessische Geschichten (Fernsehserie)